# Witts
Witts je priimek več oseb:
- Frank Hole Witts, britanski general
- Frederick Vavasour Broome Witts, britanski general